# Palazzina Velardi

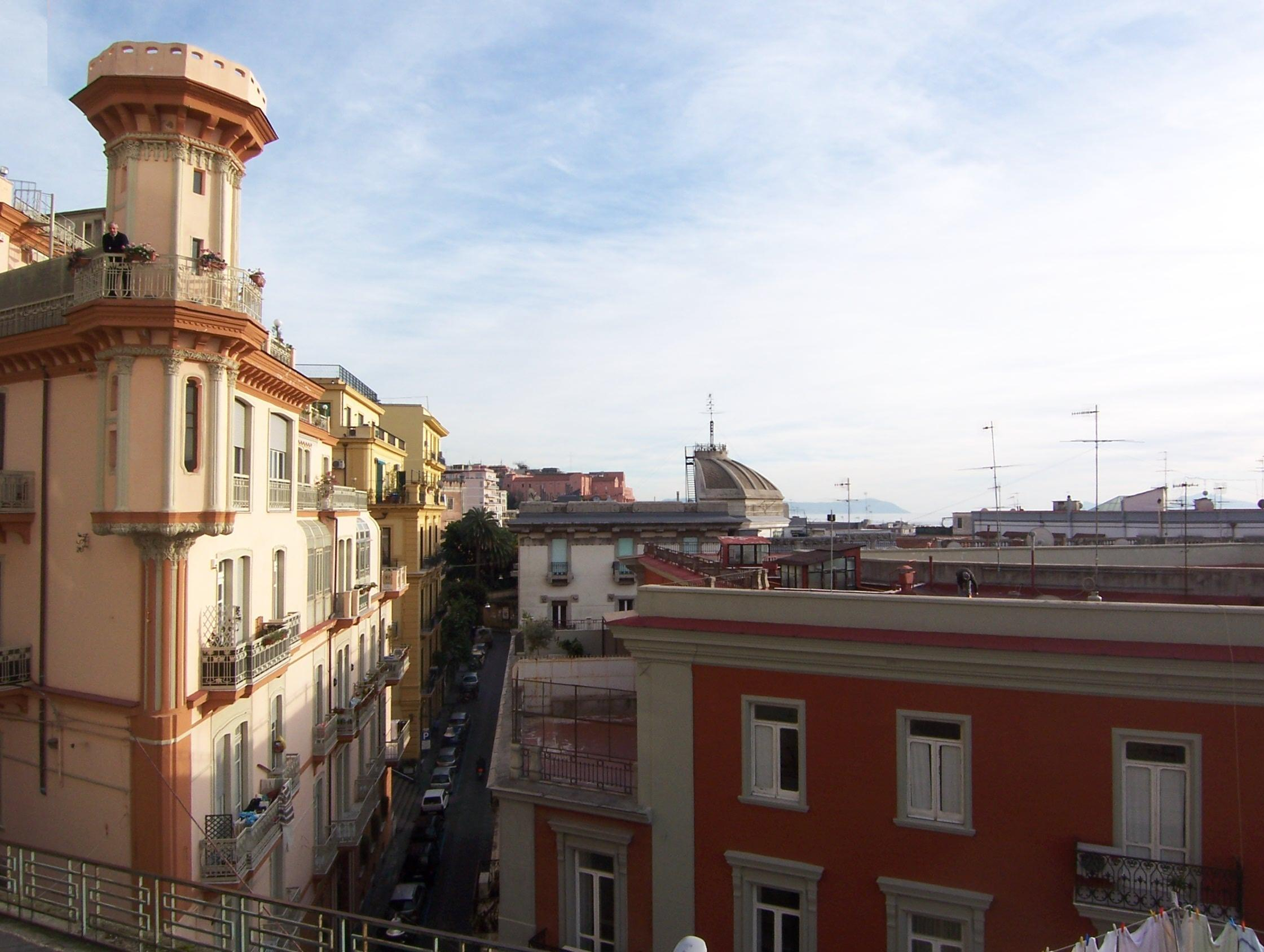
Palazzina Velardi in Neapel

Die Palazzina Velardi ist ein Jugendstilpalast aus den 1900er-Jahren im Rione Amedeo im Viertel Chiaia von Neapel in der italienischen Region Kampanien. Sie liegt an den Rampe Brancaccio, 3.

## Geschichte und Beschreibung
Der vom Architekten Francesco de Simone entworfene Palast gilt als das erste Gebäude, dass in Neapel im Stile Liberty errichtet wurde. Mit dem Bau wurde 1906 begonnen. Das Gebäude in Hanglage belegt ein trapezförmiges Grundstück mit einer Fläche von etwa 500 m². Es hat an der Südseite fünf und an der Nordseite vier Stockwerke. Mit Ausnahme der Nordfassade sind alle Fenster mit Bögen versehen und trugen ursprünglich elegante Stuckverzierungen, die heute durch einfache Putzrahmen ersetzt sind. Die Zierpartien zeigen ein Design mit dichter, aber winziger Textur, die der Fassade einen leichten Hell-Dunkel-Effekt verleiht, ganz anders als die geschmeidigen, linearen Motive des Stile Liberty.
Die Palazzina Velardi zeigt die interessantesten Aspekte in ihrer Volumetrie. Die flachen Dächer und die abfallenden Terrassen erinnern auch an die traditionelle örtliche Bauweise. An der rechten Ecke des Gebäudes liegt ein kleiner Turm, der sich jedoch als ein mit sonstigen Bau zusammenhangloses Element darstellt.
Vor dem Gebäude an der unteren Seite war ein großer Garten geplant, der es mit der darunter liegenden Via dei Mille verbinden sollte. An dessen Stelle entstand jedoch ein riesiger Wohnblock (Palazzo Spinelli) des sozialen Wohnungsbaus. Durch die fehlenden Freiflächen büßten auch die Terrassen des Palastes an der Rampe Brancaccio viel ihrer Bedeutung ein.
Das Gebäude, das etwa 120 Räume besitzt, kostete einschließlich des Grundstücks damals etwa 300.000 Lire. Die Decken sind aus Ziegelbeton.